# 드릴빗 테일러
《드릴빗 테일러》(영어: Drillbit Taylor)는 미국에서 제작된 스티븐 브릴 감독의 2008년 성장 코미디 영화이다. 오언 윌슨 등이 출연하였고, 저드 애퍼타우 등이 제작에 참여하였다.
이 영화는 2008년 3월 21일 파라마운트 픽처스를 통해 개봉하였다. 개봉 후 엇갈린 평가를 받았으며, 박스 오피스 봄이 되었다.

## 출연
- 오언 윌슨
- 레슬리 맨
- 네이트 하틀리
- 트로이 젠틸
- 데이비드 도프먼
- 앨릭스 프로스트
- 조시 펙
- 대니 맥브라이드
- 스티븐 루트
- 리사 앤 월터
- 이언 로버츠
- 베스 리틀퍼드
- 케빈 하트
- 리사 램퍼넬리
- 스티븐 브릴
- 척 리델
- 애덤 볼드윈

## 기타 제작진
- 배역: 주얼 베스트럽, 세스 얭클위츠
- 미술: 잭슨 더고비아
- 세트: K.C. 폭스
- 의상: 캐런 패치